# Diócesis de Ogdensburg
La diócesis de Ogdensburg (en latín: Dioecesis Ogdensburgen(sis) y en inglés: Roman Catholic Diocese of Ogdensburg) es una circunscripción eclesiástica latina de la Iglesia católica en Estados Unidos, sufragánea de la arquidiócesis de Nueva York. La diócesis tiene al obispo Terry Ronald LaValley como su ordinario desde el 23 de febrero de 2010.

## Territorio y organización
La diócesis tiene 12 036 km² y extiende su jurisdicción sobre los fieles católicos de rito latino residentes en el estado de Nueva York en los condados de Clinton, Essex, Franklin, Jefferson, Lewis y Saint Lawrence, además de porciones de los condados de Hamilton y de Herkimer.
La sede de la diócesis se encuentra en la ciudad de Ogdensburg, en donde se halla la Catedral de Santa María.
En 2019 en la diócesis existían 91 parroquias.

## Historia
La diócesis fue erigida el 16 de febrero de 1872 con el breve Quod catholico nomini del papa Pío IX, obteniendo el territorio de la diócesis de Albany.

## Estadísticas
De acuerdo al Anuario Pontificio 2020 la diócesis tenía a fines de 2019 un total de 86 182 fieles bautizados.
| Año                                                                             | Población            | Población | Población      | Sacerdotes | Sacerdotes    | Sacerdotes    | Bautizados por sacerdote | Diáconos permanentes | Religiosos | Religiosos | Parroquias |
| Año                                                                             | Bautizados católicos | Total     | % de católicos | Total      | Clero secular | Clero regular | Bautizados por sacerdote | Diáconos permanentes | Varones    | Mujeres    | Parroquias |
| ------------------------------------------------------------------------------- | -------------------- | --------- | -------------- | ---------- | ------------- | ------------- | ------------------------ | -------------------- | ---------- | ---------- | ---------- |
| 1949                                                                            | 118 682              | 330 386   | 35.9           | 220        | 171           | 49            | 539                      |                      | 70         | 583        | 154        |
| 1966                                                                            | 166 555              | 390 188   | 42.7           | 264        | 204           | 60            | 630                      |                      | 115        | 631        | 118        |
| 1970                                                                            | 169 589              | 390 337   | 43.4           | 201        | 169           | 32            | 843                      |                      | 60         | 549        | 122        |
| 1976                                                                            | 171 543              | 382 353   | 44.9           | 223        | 181           | 42            | 769                      |                      | 72         | 421        | 161        |
| 1980                                                                            | 169 845              | 404 806   | 42.0           | 215        | 175           | 40            | 789                      |                      | 73         | 376        | 161        |
| 1990                                                                            | 172 000              | 402 000   | 42.8           | 205        | 179           | 26            | 839                      | 44                   | 50         | 263        | 159        |
| 1999                                                                            | 136 090              | 430 422   | 31.6           | 182        | 167           | 15            | 747                      | 58                   | 9          | 203        | 120        |
| 2000                                                                            | 137 022              | 430 000   | 31.9           | 163        | 151           | 12            | 840                      | 56                   | 24         | 176        | 120        |
| 2001                                                                            | 143 084              | 450 982   | 31.7           | 154        | 142           | 12            | 929                      | 56                   | 24         | 166        | 120        |
| 2002                                                                            | 143 700              | 462 000   | 31.1           | 153        | 141           | 12            | 939                      | 54                   | 25         | 164        | 119        |
| 2003                                                                            | 143 700              | 462 000   | 31.1           | 143        | 134           | 9             | 1004                     | 55                   | 21         | 153        | 117        |
| 2004                                                                            | 143 700              | 462 000   | 31.1           | 137        | 130           | 7             | 1048                     | 64                   | 17         | 146        | 119        |
| 2013                                                                            | 123 700              | 519 000   | 23.8           | 104        | 98            | 6             | 1189                     | 67                   | 13         | 108        | 99         |
| 2016                                                                            | 94 296               | 497 756   | 18.9           | 105        | 97            | 8             | 898                      | 77                   | 12         | 85         | 93         |
| 2019                                                                            | 86 182               | 493 000   | 17.5           | 91         | 83            | 8             | 947                      | 87                   | 11         | 79         | 91         |
| Fuente: Catholic-Hierarchy, que a su vez toma los datos del Anuario Pontificio. |                      |           |                |            |               |               |                          |                      |            |            |            |

### Escuelas elementales
- Immaculate Heart Central High School, Watertown
- Seton Catholic Central High School, Plattsburgh

## Episcopologio
- Edgar Philip Prindle Wadhams † (15 de febrero de 1872-5 de diciembre de 1891 falleció)
- Henry Gabriels † (15 de enero de 1892-23 de abril de 1921 falleció)
- Joseph Henry Conroy † (21 de noviembre de 1921-20 de marzo de 1939 falleció)
- Francis Joseph Monaghan † (20 de marzo de 1939 por sucesión-13 de noviembre de 1942 falleció)
- Bryan Joseph McEntegart † (5 de junio de 1943-19 de agosto de 1953 renunció[3])
- Walter Philip Kellenberg † (19 de enero de 1954-16 de abril de 1957 nombrado obispo de Rockville Centre)
- James Johnston Navagh † (2 de mayo de 1957-12 de febrero de 1963 nombrado obispo de Paterson)
- Leo Richard Smith † (12 de febrero de 1963-9 de octubre de 1963 falleció)
- Thomas Andrew Donnellan † (28 de febrero de 1964-24 de mayo de 1968 nombrado arzobispo de Atlanta)
- Stanislaus Joseph Brzana † (22 de octubre de 1968-11 de noviembre de 1993 retirado)
- Paul Stephen Loverde (11 de noviembre de 1993-25 de enero de 1999 nombrado obispo de Arlington)
- Gerald Michael Barbarito (26 de octubre de 1999-1 de julio de 2003 nombrado obispo de Palm Beach)
- Robert Joseph Cunningham (9 de marzo de 2004-21 de abril de 2009 nombrado obispo de Syracuse)
- Terry Ronald LaValley, desde el 23 de febrero de 2010